# Blepharis integrifolia
Blepharis integrifolia là một loài thực vật có hoa trong họ Ô rô. Loài này được (L.f.) E.Mey. & Drège ex Schinz mô tả khoa học đầu tiên năm 1915.